# Hanne Eriksen
Hanne Mansfeldt Eriksen (* 20. Dezember 1960 in Kopenhagen) ist eine ehemalige dänische Ruderin. Sie gewann 1984 die olympische Bronzemedaille im Doppelvierer.
Die 1,70 m große Hanne Eriksen ruderte für den Danske Studenters Roklub. Bei den Ruder-Weltmeisterschaften 1983 belegte der dänische Doppelvierer mit Hanne Eriksen, Birgitte Hanel, Christine Thorsen, Bodil Rasmussen und Steuerfrau Jette Hejli Sørensen als Siegerboot des B-Finales den siebten Platz.
Bei den Olympischen Spielen 1984 in Los Angeles waren mit der Sowjetunion, der DDR und Bulgarien die drei Medaillengewinner von 1983 wegen ihres Olympiaboykotts nicht am Start. In der Besetzung Hanne Eriksen, Birgitte Hanel, Inger Køfød, Bodil Rasmussen und Jette Hejli Sørensen gewann der dänische Doppelvierer nach dem zweiten Platz im Vorlauf den Hoffnungslauf. Im Finale siegten die Rumäninnen vor den Gastgeberinnen, mit einer halben Sekunde Rückstand auf den US-Doppelvierer erkämpften die Däninnen die Bronzemedaille vor dem Boot aus der Bundesrepublik Deutschland.
1985 startete Hanne Eriksen zusammen mit Lise Justesen im Doppelzweier. Bei den Weltmeisterschaften 1985 erreichten die beiden das B-Finale, traten aber dann nicht mehr an.